# Chipewyan Lake
Chipewyan Lake est une communauté située dans la province d'Alberta, dans le nord-est.